# Calodia iniquitas
Calodia iniquitas är en insektsart som beskrevs av Nielson 1991. Calodia iniquitas ingår i släktet Calodia och familjen dvärgstritar. Inga underarter finns listade i Catalogue of Life.